# Sarah Kaufman
Sarah Kaufman (Victoria, 20 de septiembre de 1985) es una artista marcial mixta que compite en la división de peso gallo en Invicta FC Bantamweight Championship.

## Primeros años
Kaufman se graduó en la Escuela Secundaria Claremont y cursó dos años en la Universidad de Victoria con el objetivo de convertirse en cirujano cardiovascular. Su padre es judío.
Bailarina desde los dos años, Kaufman se unió a una compañía de danza y bailó de todo, desde ballet hasta jazz y hip-hop. Cuando tenía 17 años, Adam Zugec abrió una escuela de MMA en el edificio donde ensayaba su compañía de danza. Se apuntó a una clase de kickboxing aeróbico y, como le gustaba, empezó a asistir a todas las clases que Zugec ofrecía.

## Carrera de artes marciales mixtas
Kaufman se enfrentó a Valérie Létourneau en TKO 29 el 1 de junio de 2007. Ganó el combate por TKO en el segundo asalto. Esta fue la primera pelea de MMA femenina en la historia de la promoción.
Se hizo con el campeonato femenino de peso gallo de Hardcore Championship Fighting al derrotar a Ginele Márquez por TKO en el segundo asalto en HCF - Title Wave el 19 de octubre de 2007.
Kaufman se enfrentó a Molly Helsel en HCF - Crow's Nest el 29 de marzo de 2008. Ganó el combate por TKO en el segundo asalto. Esta fue su única defensa del título antes de que la promoción se cerrara en 2008. El 23 de abril de 2009, se enfrentó a Sarah Schneider en el Palace Fighting Championship y ganó el combate por TKO en el segundo asalto.
Kaufman debutó para Armageddon Fighting Championship el 2 de abril de 2011 en el quinto evento de la promoción, Judgment Day, donde luchó frente a su ciudad natal de Victoria. Derrotó a Megumi Yabushita por TKO en el tercer asalto del evento principal.

### Strikeforce
Menos de un mes después, el 15 de mayo de 2009 en Strikeforce Challengers: Evangelista vs. Aina, Kaufman debutó en Strikeforce como sustituta de última hora contra la luchadora Miesha Tate. Fue la primera vez que llegó a la distancia en su carrera.
Volvió a pelear cinco semanas después, el 19 de junio de 2009, en Strikeforce Challengers: Villasenor vs. Cyborg contra la especialista en sumisión Shayna Baszler y, una vez más, ganó por decisión unánime. El combate marcó la primera vez que un combate femenino se disputó en asaltos de menos de cinco minutos en Strikeforce.

#### Campeona del peso gallo femenino
Kaufman se enfrentó a la muy promocionada estrella japonesa Takayo Hashi en Strikeforce Challengers: Kaufman vs. Hashi el 20 de noviembre de 2009, pero el combate se retiró posteriormente de la cartelera. Se reprogramó para enero de 2010, pero finalmente se celebró el 26 de febrero de 2010. El combate coronó a la primera campeona del peso gallo femenino de Strikeforce (135 libras). Kaufman ganó el combate por decisión unánime.
En una entrevista publicada el 12 de mayo de 2010, Kaufman declaró que ya no tenía contrato con Strikeforce. Sin embargo, Strikeforce mantuvo que el contrato de Kaufman se extendió automáticamente tras su victoria por el título sobre Takayo Hashi y que seguía con la promoción.
Kaufman defendió su título de Strikeforce contra Roxanne Modafferi en Strikeforce Challengers: del Rosario vs. Mahe el 23 de julio de 2010, y ganó la pelea por nocaut debido a un golpe en el tercer asalto.
Kaufman se enfrentó a Marloes Coenen el 9 de octubre de 2010 en San José (California). Kaufman fue derrotada por Coenen en el 1:59 del tercer asalto por sumisión después de golpear a un armbar aplicado desde el fondo. Esto supuso la primera derrota en la carrera de Kaufman en las MMA y renunció al Campeonato Femenino de Peso Gallo.
El 22 de julio de 2011, Kaufman derrotó a Liz Carmouche por decisión unánime en Strikeforce Challengers: Voelker vs. Bowling III en Las Vegas (Nevada).
El 7 de enero de 2012, se anunció que Kaufman se enfrentaría a Alexis Davis en una revancha en Strikeforce: Tate vs. Rousey el 3 de marzo en Columbus (Ohio). Kaufman ganó el combate de ida y vuelta por decisión mayoritaria.
Kaufman desafió a la campeona del peso gallo femenino Ronda Rousey el 18 de agosto de 2012 en San Diego (California), y fue derrotada por sumisión debido a un armbar al principio del primer asalto.
La permanencia de Kaufman en Strikeforce terminó cuando la promoción realizó su último show en enero de 2013, habiendo sido comprada y finalmente cerrada por los dueños de UFC, Zuffa LLC.

### Invicta Fighting Championships
Kaufman estaba programada para hacer su debut en Invicta FC contra Kaitlin Young en Invicta Fighting Championships 3 el 6 de octubre de 2012. Sin embargo, el 17 de septiembre se informó que Kaufman había sufrido una lesión y no podría competir.
Kaufman se enfrentó a Leslie Smith en Invicta FC 5: Penne vs. Waterson el 5 de abril de 2013. Este fue su debut promocional. Ganó la pelea de ida y vuelta por decisión dividida. El combate fue nombrado Pelea de la Noche.

### Ultimate Fighting Championship
El 25 de febrero de 2013, Kaufman firmó con el Ultimate Fighting Championship junto con otras cuatro mujeres. Se esperaba que hiciera su debut promocional contra Sara McMann en UFC Fight Night 27 el 28 de agosto de 2013. Sin embargo, McMann se retiró del combate por razones personales. Como resultado, Kaufman fue retirada del evento también.
Kaufman se enfrentó a su compañera recién llegada a la UFC Jessica Eye en el UFC 166 el 19 de octubre de 2013. Perdió la pelea por una controvertida decisión dividida. Sin embargo, en febrero de 2014, el Departamento de Licencias y Regulación de Texas cambió el resultado a "sin decisión" sin dar ninguna razón para el cambio. Más tarde se reveló que Eye había fallado su prueba de drogas posterior a la pelea por marihuana.
Se esperaba que Kaufman se enfrentara a Shayna Baszler en The Ultimate Fighter Nations Finale. Sin embargo, se anunció el 1 de abril de 2014 que Baszler se retiró debido a una lesión. Kaufman estaba entonces programada para enfrentarse a Amanda Nunes, pero Nunes también se retiró. Finalmente, Kaufman se enfrentó a su antigua oponente Leslie Smith en la tarjeta y ganó la pelea por decisión unánime.
Después de más de un año alejada del deporte, Kaufman regresó para enfrentarse a Alexis Davis por tercera vez el 25 de abril de 2015 en el UFC 186. A pesar de que aparentemente ganó el primer asalto debido a su golpeo dominante, Kaufman perdió la pelea en el segundo asalto por sumisión.
Kaufman estaba programada para enfrentarse a Germaine de Randamie en UFC on Fox: dos Anjos vs. Cerrone 2. Sin embargo, De Randamie se retiró de la pelea el 3 de diciembre citando una lesión. En su lugar, Kaufman se enfrentó a Valentina Shevchenko y perdió la pelea por decisión dividida. Kaufman se convirtió en agente libre después de que la UFC no le firmara un nuevo contrato tras la derrota ante Shevchenko.

### Invicta Fighting Championships
Se anunció el 6 de diciembre de 2017 que Kaufman firmaba por Invicta Fighting Championships. Kaufman se enfrentó a Pannie Kianzad el 13 de enero de 2018 en Invicta FC 27. En el pesaje, Kianzad pesó 136,7 libras, 1,7 por encima del límite superior del peso gallo de 135, y el combate procedió en el peso de captura. Kianzad fue multada con el veinticinco por ciento de su bolsa por no cumplir el peso. Kaufman ganó el combate por decisión unánime. Kaufman se enfrentó a la alemana Katharina Lehner en Invicta FC 29 el 4 de mayo con el título vacante de peso gallo de Invicta FC en juego. Kaufman ganó el combate en el tercer asalto por estrangulamiento por la espalda.

### Professional Fighters League
En 2019, Kaufman se unió a la Professional Fighters League para competir en su torneo de peso ligero femenino. En la ronda inicial, se enfrentó a Morgan Frier en la PFL 1 el 9 de mayo de 2019. Ganó la pelea a través de una sumisión de estrangulamiento de brazo en la primera ronda para ganar 6 puntos en la primera ronda.
Se esperaba que Kaufman se enfrentara a Roberta Samad en la PFL 4 el 11 de julio de 2019, sin embargo, Samad no cumplió con el peso y el combate fue cancelado con Kaufman recibiendo 3 puntos. En las semifinales, Kaufman se enfrentó a Larissa Pacheco en la PFL 7 el 11 de octubre de 2019. Perdió la pelea por decisión unánime.

### Regreso al circuito
Kaufman se enfrentó a la veterana de Bellator Jessy Miele el 20 de noviembre de 2021 en BTC 13: Power. Ganó el combate por TKO debido al ground and pound en el primer asalto.
Kaufman tenía previsto enfrentarse a Cláudia Leite por el campeonato inaugural del peso gallo femenino de PAW FC en PAW FC 1 el 15 de enero de 2022. Sin embargo, el combate se canceló después de que Leite no pudiera obtener un visado.

## Récord en artes marciales mixtas
| Resultado     | Récord   | Oponente             | Método                        | Evento                                                   | Fecha                   | Ronda | Tiempo | Localización   |
| ------------- | -------- | -------------------- | ----------------------------- | -------------------------------------------------------- | ----------------------- | ----- | ------ | -------------- |
| Victoria      | 22–5 (1) | Jessy Miele          | TKO (golpes)                  | BTC 13: Power                                            | 20 de noviembre de 2021 | 1     | 3:56   | St. Catharines |
| Derrota       | 21–5 (1) | Larissa Pacheco      | Decisión (unánime)            | PFL 7                                                    | 11 de octubre de 2019   | 3     | 5:00   | Las Vegas      |
| Victoria      | 21–4 (1) | Morgan Frier         | Sumisión (arm-triangle choke) | PFL 1                                                    | 9 de mayo de 2019       | 1     | 2:22   | Uniondale      |
| Victoria      | 20–4 (1) | Katharina Lehner     | Sumisión (rear-naked choke)   | Invicta FC 29: Kaufman vs. Lehner                        | 4 de mayo de 2018       | 3     | 4:30   | Kansas City    |
| Victoria      | 19–4 (1) | Pannie Kianzad       | Decisión (unánime)            | Invicta FC 27: Kaufman vs. Kianzad                       | 13 de enero de 2018     | 3     | 5:00   | Kansas City    |
| Victoria      | 18–4 (1) | Jessica-Rose Clark   | Decisión (unánime)            | Battlefield FC: Korea                                    | 18 de marzo de 2017     | 3     | 5:00   | Seúl           |
| Derrota       | 17–4 (1) | Valentina Shevchenko | Decisión (split)              | UFC on Fox: dos Anjos vs. Cerrone 2                      | 19 de diciembre de 2015 | 3     | 5:00   | Orlando        |
| Derrota       | 17–3 (1) | Alexis Davis         | Sumisión (armbar)             | UFC 186                                                  | 25 de abril de 2015     | 2     | 1:52   | Montreal       |
| Victoria      | 17–2 (1) | Leslie Smith         | Decisión (unánime)            | The Ultimate Fighter Nations Finale: Bisping vs. Kennedy | 16 de abril de 2014     | 3     | 5:00   | Quebec         |
| No presentada | 16–2 (1) | Jessica Eye          | Sin resultado                 | UFC 166                                                  | 19 de octubre de 2013   | 3     | 5:00   | Houston        |
| Victoria      | 16–2     | Leslie Smith         | Decisión (split)              | Invicta FC 5: Penne vs. Waterson                         | 5 de abril de 2013      | 3     | 5:00   | Kansas City    |
| Derrota       | 15–2     | Ronda Rousey         | Sumisión (armbar)             | Strikeforce: Rousey vs. Kaufman                          | 18 de agosto de 2012    | 1     | 0:54   | San Diego      |
| Victoria      | 15–1     | Alexis Davis         | Decisión (mayoría)            | Strikeforce: Tate vs. Rousey                             | 3 de marzo de 2012      | 3     | 5:00   | Columbus       |
| Victoria      | 14–1     | Liz Carmouche        | Decisión (unánime)            | Strikeforce Challengers: Voelker vs. Bowling III         | 22 de julio de 2011     | 3     | 5:00   | Las Vegas      |
| Victoria      | 13–1     | Megumi Yabushita     | TKO (golpes)                  | AFC 5: Judgment Day                                      | 2 de abril de 2011      | 3     | 3:34   | Victoria       |
| Derrota       | 12–1     | Marloes Coenen       | Sumisión (armbar)             | Strikeforce: Diaz vs. Noons II                           | 9 de octubre de 2010    | 3     | 1:59   | San José       |
| Victoria      | 12–0     | Roxanne Modafferi    | KO (puñetazo)                 | Strikeforce Challengers: del Rosario vs. Mahe            | 23 de julio de 2010     | 3     | 4:45   | Everett        |
| Victoria      | 11–0     | Takayo Hashi         | Decisión (unánime)            | Strikeforce Challengers: Kaufman vs. Hashi               | 26 de febrero de 2010   | 5     | 5:00   | San José       |
| Victoria      | 10–0     | Shayna Baszler       | Decisión (unánime)            | Strikeforce Challengers: Villasenor vs. Cyborg           | 19 de junio de 2009     | 3     | 5:00   | Kent           |
| Victoria      | 9–0      | Miesha Tate          | Decisión (unánime)            | Strikeforce Challengers: Evangelista vs. Aina            | 15 de mayo de 2009      | 3     | 3:00   | Fresno         |
| Victoria      | 8–0      | Sarah Schneider      | TKO (golpes)                  | PFC: Best of Both Worlds 2                               | 23 de abril de 2009     | 2     | 1:43   | Lemoore        |
| Victoria      | 7–0      | Molly Helsel         | TKO (golpes)                  | HCF: Crow's Nest                                         | 28 de marzo de 2008     | 2     | 2:44   | Gatineau       |
| Victoria      | 6–0      | Ginele Marquez       | TKO (golpes)                  | HCF: Title Wave                                          | 19 de octubre de 2007   | 2     | 3:22   | Calgary        |
| Victoria      | 5–0      | Valérie Létourneau   | TKO (golpes)                  | TKO 29: Repercussion                                     | 1 de junio de 2007      | 2     | 1:36   | Montreal       |
| Victoria      | 4–0      | Alexis Davis         | TKO (golpes)                  | UWC 7: Anarchy                                           | 7 de abril de 2017      | 3     | NA     | Winnipeg       |
| Victoria      | 3–0      | Misty Shearer        | TKO (doctor stoppage)         | King of the Cage: Amplified                              | 26 de noviembre de 2006 | 2     | 5:00   | Edmonton       |
| Victoria      | 2–0      | Sarah Draht          | TKO (golpes)                  | King of the Cage: Insurrection                           | 6 de octubre de 2006    | 1     | 0:17   | Vernon         |
| Victoria      | 1–0      | Liz Posener          | KO (golpe)                    | North American Challenge 23                              | 3 de junio de 2006      | 3     | 1:03   | Vancouver      |

## Enlaces personales
- Sarah Kaufman en Instagram
- Sarah Kaufman en X (antes Twitter)
- Esta obra contiene una traducción  derivada de «Sarah Kaufman» de Wikipedia en inglés, publicada por sus editores bajo la Licencia de documentación libre de GNU y la Licencia Creative Commons Atribución-CompartirIgual 4.0 Internacional.

- Datos: Q2060995
- Multimedia: Sarah Kaufman / Q2060995